# Egg (együttes)
Az Egg egy angol progresszív rock együttes volt, amely 1969 januárjában alakult.

## Életút
Alapító tagjai az orgonán játszó Dave Stewart, a basszusgitáros Mont Campbell, valamint a dobos és énekes Clive Brooks voltak. A zenekar elődje egy Uriel nevű kvartett volt, mely a City of London School nevű iskolában jött létre a gitáros Steve Hillage közreműködésével. Miután Hillage 1968 augusztusában elhagyta az együttest, a megmaradt tagok trióként folytatták. Mikor a Middle Earth klub vezetőségével aláírtak egy szerződést, azt a tanácsot kapták, hogy változtassák a nevüket Eggre, állítólag azért, mert a Uriel majdnem úgy hangzik, mint a „urinal” (vizelde). 1969 közepén a zenekar szerződést írt alá a Decca kiadó progresszív leányvállalatával, a Derammal, amely 1970 márciusában kiadta bemutatkozó albumukat a rövid életű Nova sorozatban.
Bár az album kereskedelmileg nem volt nagyon sikeres, ahhoz eléggé jól fogadták, hogy a kiadó finanszírozza a folytatást. Azonban, mikor ennek eljött az ideje, inukba szállt a bátorság és meghátráltak. Végül Neil Slaven producer lobbizása hatására összehozták a The Polite Force című albumot, amely 1971 februárjában jelent meg. Ezt az évet az Egg egy koncertsorozattal fejezte be, de ahelyett, hogy elegendő anyagot gyűjtöttek volna a harmadik lemezhez, képtelenek voltak újabb felvételeket készíteni, így aztán 1972 júliusában bejelentették megszűnésüket.
1974-ben Stewart, aki a Hatfield and the North tagjaként szerződést kötött a Virginnnel, megszervezte, hogy az Egg felvegye korábban meg nem jelent anyagait, és ennek eredménye lett búcsú-albumuk, a The Civil Surface.
2007 decemberében egy újabb albummal gyarapították hanghordozóik sorát, megjelent ugyanis az 1969-72. közötti élő felvételeikből egy válogatás The Metronomical Society címmel.
Az Egget gyakran hozzák kapcsolatba a canterburyi szcénával, a progresszív és pszichedelikus zene egyik vonulatával, azonban ezt inkább csak Stewart későbbi, a Hatfield and the North és a National Health együttesekben játszott szerepe magyarázza, ugyanis az Eggnek nincs földrajzi kapcsolata Canterburyvel. Zenéjüket progresszív rockként lehetne leírni, amely tartalmazza a pszichedelia és a chamber rock (később Rock In Opposition (RIO) mozgalomként emlegették ) elemeit. Zenéjükben szokatlan ütemeket használtak, ami jól megfigyelhető például a 'Seven Is A Jolly Good Time' című dalban. Ugyancsak gyakran vittek humoros elemeket zenéjükbe. Mont Campbell, az együttes fő zeneszerzője erősen Sztravinszkij hatása alatt állt, ennek eredményeként születtek a többrészes szvitek, mint a nagy képzelőtehetségre valló címmel ellátott "Symphony n°2" és "Long Piece n°3".
Campbell és Stewart a kezdetektől érintett volt a National Health-ben. Stewart 1981-ben slágereket adott ki. Összeállt Colin Blunstone-nal, hogy felvegyék az angol listákon 13. helyre került számot, a What Becomes Of The Broken Hearted feldolgozását, amit eredetileg Jimmy Ruffin vitt sikerre. Ez év hátralévő részében volt egy első helyet elér slágere is, Lesley Gore Its My Party (and I'll Cry if I Want To) című számának feldolgozása. A felvételen szerepel Barbara Gaskin is, a Hatfield and the North énekese. A vele való kapcsolat később is folytatódott.
Campbell és Stewart később újra együtt dolgozott Campbell 1996-os szóló lemezén, mely a Music From a Round Tower címet viselte. Az összes szám szerzője és előadója Campbell volt (aki ekkorra magas fokon elsajátította a különböző népi hangszerek megszólaltatását), Stewart a társproducer volt.
2009 januárjában Campbell műsorvezetőként tűnt fel a BBC egyik rock témájú dokumentumfilmjében.

## Arzachel
1969 közepén Stewart, Campbell és Brooks összeálltak egy egylemezes stúdió-projektre, Arzachel néven. (A nevet az egyik holdkrátertől kölcsönözték.) A formációban feltűnt az éppen nyári szüneten lévő Steve Hillage is, aki tagja volt az Egg elődjének, az Urielnek is. Mivel az Eggnek ez idő tájt a Deccával volt szerződése, a lemezborítón a muzsikusok álnéven szerepelnek.

## Diszkográfia

### Eredeti albumok
1. Egg (1970)
2. The Polite Force (1971)
3. The Civil Surface (1974)

### Válogatások
1. Seven Is A Jolly Good Time (1985)
2. The Metronomical Society (2007)

## Fordítás
- Ez a szócikk részben vagy egészben  az   Egg (band) című angol Wikipédia-szócikk ezen változatának fordításán alapul.  Az eredeti cikk szerkesztőit annak laptörténete sorolja fel. Ez a jelzés csupán a megfogalmazás eredetét és a szerzői jogokat jelzi, nem szolgál a cikkben szereplő információk forrásmegjelöléseként.